# بنجامين جينغيني
بنجامين جينغيني (بالفرنسية: Benjamin Genghini)‏ هو لاعب كرة قدم فرنسي في مركز الوسط، ولد في 16 ديسمبر 1985 في منتون في فرنسا. شارك مع منتخب فرنسا لكرة القدم. أما مع النوادي، فقد لعب مع نادي راون الرياضي ونادي ستراسبورغ ونادي سوشو ونادي غويونيون ونادي ميلوز.

## وصلات خارجية
- بنجامين جينغيني على موقع قاعدة بيانات كرة القدم.إي يو (الإنجليزية)
- بنجامين جينغيني على موقع Soccerway.com (الإنجليزية)